# Thomas Fitzsimons
Thomas Fitzsimons (ur. 1741, zm. 26 sierpnia 1811) – sygnatariusz Konstytucji Stanów Zjednoczonych.

## Życiorys
Thomas Fitzsimons, urodził się w Irlandii; wyemigrował do Stanów Zjednoczonych; członek Kongresu Kontynentalnego w latach 1782 – 1783; delegat do Konwencji Konstytucyjnej Stanów Zjednoczonych w 1787 r., wybrany na pierwszy, drugi i trzeci kongres (4 marca 1789 – 3 marca 1795); prezes Izby Handlowej w Filadelfii; administrator Uniwersytetu Pensylwania; założyciel i dyrektor Bank of North America; zmarł w Filadelfii, w stanie Pensylwania.